# Стела Раде
Стела Раде (Јастребарско, 14. јул 1998) хрватска је кантауторка и хармоникаш.
Музиком почиње да се бави са 16 година. Свира хармонику, клавијатуре, бубњеве, саксофон и гитару. Стелини родитељи су такође музичари, отац свира гитару а мајка Лидија пева, некада су заједно били у бенду. Године 2019. учествује у такмичењу Звезде Гранда. У 2022. години је доживела тешку саобраћајну незгоду док је била на мотору. Пријавила се за хрватски национални фестивал Дора 2024. године са песмом Балкан поп, али не улази у ужи избор такмичара.
Живи и ради у Београду.

## Дискографија

### Албуми
- ЕП: Корак по корак (2023)

### Синглови
- Није ме страх (2022)
- Брига ме (2023)
- Корак по корак (2023)
- Спаси нас (2023)
- Није касно (2023)
- Балкан поп (2024)